# Mount-Jim-Crow-Nationalpark
Der Mount-Jim-Crow-Nationalpark (engl.: Mount Jim Crow National Park) ist ein Nationalpark im Osten des australischen Bundesstaates Queensland. Er liegt 531 Kilometer nordwestlich von Brisbane und 29 Kilometer nordöstlich von Rockhampton.

## Geschichte

### Traumzeit
Für die Aborigines der Gegend, die Darumbal, hatte der Berg stets eine besondere Bedeutung: Eine Traumzeitsage erzählt, dass einst sich ein Junge und ein Mädchen verliebten und heiraten wollten. Da sie aber demselben Totem angehörten, hatten die Stammesältesten dagegen etwas einzuwenden. Die jungen Leute aber kümmerten sich nicht darum, liefen weg und versteckten sich in einem ebenen Buschland im Gebiet des heutigen Mount Jim Crow. Die Regenbogenschlange aber, die auf dem Mount Wheeler (südöstlich des Mount Jim Crow) saß, sah das Dilemma und entschloss sich, einzuschreiten. Sie drängte sich mit aller Kraft zwischen die beiden Liebenden und schob Erdreich und Bäume empor, bis schließlich der Mount Jim Crow entstand und die Liebenden trennte. Erschrocken von solcher Gewalt entschlossen sich die beiden, sich künftig an die Stammesvorschriften zu halten.

### Nach dem Eintreffen der Europäer
Der Berg diente anfangs als Steinbruch. Im Zweiten Weltkrieg nutzte die US Army ihn als Lagerplatz für den Nachschub.

## Landesnatur und Geologie
Der Park umschließt den 221 Meter hohen Mount Jim Crow, den Trachyt-Lavadom eines vor 70 Mio. Jahren erloschenen Vulkans. Erosion ließ die oberen, äußeren Teile des Vulkans verwittern, sodass nur noch die erkaltete Lava sichtbar ist. Der Mount Jim Crow gehört zu einer Reihe von 12 Vulkanen in der Gegend, die Mount-Hedlow-Vulkane genannt werden.

## Flora und Fauna
An den Berghängen findet sich halbimmergrüner Regenwald. Auf dem Gipfel wachsen Neuguinea-Araukarien. Die Südwestgrenze des Parks bildet der Hedlow Creek. Dieser Bach besitzt viele Wasserlöcher, die mit Wasserlilien bedeckt sind.
In der Dämmerung kann man dort Lärmlederköpfe, Panthervögel, Allfarbloris und Goldohr-Honigfresser (Meliphaga lewinii) beobachten.

## Einrichtungen und Zufahrt
Das Zelten ist im Park nicht erlaubt. Auch gibt es keine Picknickplätze oder angelegte Wanderwege.
Der Mount-Jim Crow-Nationalpark ist auf der Verbindungsstraße Rockhampton–Yeppoon zu erreichen. Er liegt etwa auf halbem Wege nördlich der Straße.